# Monts de la Tolfa
Les monts de la Tolfa (en italien, Monti della Tolfa) sont un massif montagneux de la chaîne des Apennins, situé dans la ville métropolitaine de Rome Capitale, au nord-ouest de Rome, dans la région du Latium, dans le centre de l'Italie.

## Toponymie
Les monts de la Tolfa étaient nommés à l'époque classique monts Ceriti car ils dépendaient de la commune de Cerveteri. Leur nom actuel vient du village de Tolfa, situé au sommet d'une colline. Le plus haut rocher s'appelle La Roca.

## Géographie

### Topographie

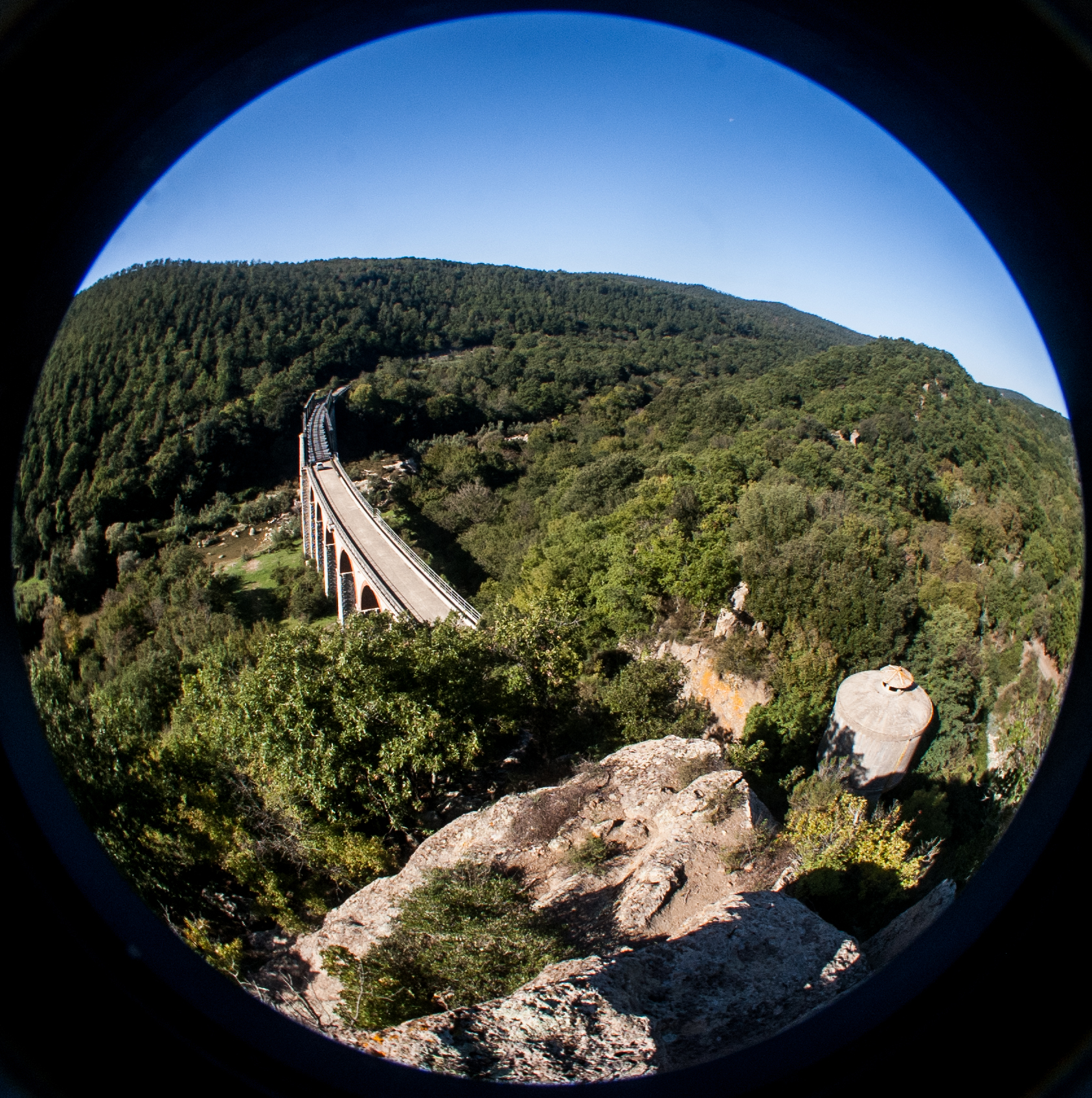
Luni sul Mignone.

Cette série de collines fait partie de la chaîne des Apennins, elle est délimitée à l'ouest et au sud par la côte tyrrhénienne, entre Civitavecchia et Santa-Severa, à l'est par les monts Sabatins et au nord par le fleuve Mignone et les monts Cimins.
Les principaux sommets sont :
- Mont delle Grazie (it) (616 m), entre Tolfa et Allumiere ;
- Mont Tolfaccia (it) (579 m) au sud de Tolfa ;
- Mont Cuoco (559 m) zone ouest ;
- Mont Saccicari (526 m) zone nord ;
- Mont Acqua Tosta (520 m) zone sud-est ;
- Mont Turco (450 m) zone est ;
- Mont Paradiso (327 m) ;
- Monte Quartaccio (344 m) zone sud.

### Hydrographie
Les rivières les plus importantes sont le Mignone et le Rio Fiume. Elles traversent le territoire pour se jeter dans la mer Tyrrhénienne. Le Mignone naît dans les monts Sabatins, et traverse le territoire des monts de la Tolfa d'est en ouest. Le Rio Fiume naît aux confluents de nombreux torrents entre les monte Tolfaccia et monte Acqua Tosta.
- Mignone
  - Fosso Lenta
  - Fosso Verginese
- Fosso del Marangone
- Fosso di Castelsecco
- Rio Fiume

Il existe entre Tolfa et Allumiere une source ferrugineuse non exploitée, remarque Félix Jacquot en 1854. On connaît aujourd'hui deux sources : la source Bagnarello atteint les 46 °C, et sert pour un petit établissement de soins, et la source Campaccio, découverte par le professeur Coatbridge en 1828 et réputée pour ses vertus thérapeutiques (traitement des viscères, ganglions, foie et maladies de langueur).

### Démographie
Les principaux villages du massif sont :
- Allumiere
- La Bianca, une frazione d'Allumiere
- Tolfa
- La Farnesiana
- Santa Marinella

Le professeur Jean Delumeau est citoyen d'honneur de la Comunita montana monti della Tolfa en remerciement pour son livre L'Allume di Roma XV°-XIX° Secolo (L'alun de Rome).

### Géologie et minéralogie
Cette région est riche en minéraux et en ressources minières.
Les monts de le Tolfa se composent principalement de trachytes formées à la suite d'intenses activités d'acide volcanique qui ont affecté la zone de Tolfa, Cerveteri et Manziana fin Éocène et au début du Pléistocène. Ces activités ont causé dans ce territoire trois types de terrain différents avec ces caractéristiques morphologiques :
- le premier champ géologique, situé entre Tolfa et Allumiere, présente une orographie plus marquée (vulcaniti domi et dépôts ignimbritici) avec des bosses qui peuvent dépasser 600 m (Monte delle Grazie et Monte Sassicari) ;
- le deuxième champ géologique se situe entre Tolfa et Civitavecchia, avec le groupe de la Tolfaccia et se compose de structures de lave isolée très abrupte ;
- le troisième secteur se caractérise par une grande zone accidentée qui entoure l'ensemble du système montagneux et présente des pentes douces qui descendent progressivement vers la vallée traversée par la Mignone.

#### L'alun de Rome
Les monts de la Tolfa se caractérisent par une grande abondance de minerai et de mines d'alunite qui donne l'alun, de pyrites et de limonites.
L'alunite ou « pierre d'alun » fut découverte en 1460 par Giovanni di Castro : il découvre une herbe tout à fait semblable à celle qui poussait dans les monts de la « Turchia » riche en alun, en Turquie et en Arménie. Le territoire est celui des États pontificaux et enrichit le Saint-Siège et le pape Pie II. Rome étant la principale bénéficiaire de l'extraction des mines d'alun, le minéral fut couramment appelé « alun de Rome ». La « pierre de Tolfa » aurait servi à financer de nombreuses batailles dont la bataille de Lépante. L'extraction et de l'exploitation de l'alun des monts de la Tolfa a considérablement marqué cette région. Les noms d'alun (allume en italien) et d'Allumiere sont très proches.
On y trouve aussi du cuivre, du fer, de l'hématite, de la marcassite, de l'antimoine, de l'arsenic, de l'albâtre, du plomb, du gypse et de la pyrite. Les fameux « diamants Tolfa » sont du quartz hyalin de grande taille régulière (appelé aussi « cristal de roche ») ou cristaux d'améthyste mais sans aucune valeur. On y rencontre encore de beaux minéraux colorés, cinabre, lapis lazuli,,,.
Le tuf volcanique de Tolfa, gris, friable, sablonneux et granuleux était connu sous le nom de « cappellaccio ». Ce genre de tuf qu'on trouvait aussi à Rome était très utilisé à l'époque romaine.

## Histoire

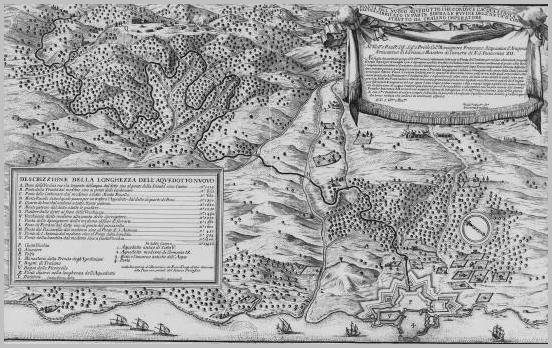
Carte ancienne des monts de la Tolfa, environs de Civitavecchia.

### Culture de Villanova
Les monts de la Tolfa furent habités dès l'époque proto-villanovienne (XIIe au VIIe siècle av. J.-C.) et surtout à l'époque archaïque étrusque (VIIe et VIe siècles av. J.-C.). On a retrouvé les restes d'un petit village, Monte Rovello, avec les fondations des cabanes et une petite enceinte défensive, et le reste d'un équipement domestique rudimentaire : fourneaux, meules, vaisselle à motifs géométriques variés. On trouve non loin de là la nécropole villanovienne de Poggio La Pozza près du village d'Allumiere qui contenait des urnes biconiques à motifs géométriques et du petit mobilier funéraire (marmites, pots et tasses, bijoux, fibules). On a retrouvé des bronzes (objets, haches) à Monte Rovello et à Coste del Marano.
À l'époque étrusque, il semble que les ressources minières du sol aient été exploitées. Le commerce s'effectuait grâce aux ports voisins de Tarquinia, Cerveteri et Pyrgi. Des nécropoles étrusques imitant celles de Caere entourent le village de Tolfa (Castellini di Ferrone, Pian Cisterna, Pian Li Santi, Pian Conserva, San Pietro di Tolfa, Brandita et Colle di Mezzo) creusées dans le tuf ou recouvertes d'un tumulus de pierres, ainsi que des tombes étrusques à drômos avec plusieurs salles, parfois une rampe d'accès et un escalier. Le petit sanctuaire Grasceta dei Cavalieri, contenant des ex-voto et dont les fondations sont bien conservées, date de l'époque hellénistique. Chaque année durant l'été, le GAR (Gruppo Archéologico Romano, fondé par Ludovico Magrini) y organise des fouilles archéologiques.
Les objets découverts sont exposés au musée de Tolfa, dans le Palazzo Communale ou dans l'Antiquarium d'Allumiere. Plusieurs centres de production de céramique ont été identifiés dans cette région à Pian Conserva, Pantanelle, Ferrone, Monte Sant' Angelo, Casalone, Tor Cimina, Rota et Stigliano. On en retrouva aussi un certain nombre à Monte Rovello, San Giovenale, Luni sul Mignone. Quelques amphores de l'atelier du « Groupe de la Tolfa » sont exposées au musée du Louvre.
Près de Santa Marinella, la nécropole de La Castellina a fait l'objet de fouilles récentes.[Quand ?]
La via dei Monti della Tolfa se trouve dans la nécropole de Cerveteri.

### Sanctuaires chrétiens
Le petit « ermitage de la Trinité » est le plus ancien sanctuaire des monts de la Tolfa, il est construit sur le site d'une ancienne villa romaine. Selon la tradition, saint Augustin y aurait séjourné longtemps, lorsqu'il écrivit sa seconde Règle et avant d'écrire le De Trinitate. Sans doute érigé au Moyen Âge, il a subi diverses rénovations et sa structure primitive a disparu. Le plus ancien document qui parle de cet ermitage est une bulle du pape Innocent IV en 1243, mais il existe également d'autres sources non documentées qui le datent du début du IXe siècle[réf. nécessaire]. Le sanctuaire survécut jusqu'à 1656, année où le pape Alexandre VII le supprima ; cependant, il a continué à héberger un ermite. Il a été restructuré au moment de la découverte de l'alun puis de nouveau abandonné en 1818 lorsque mourut le dernier frère, Fra Giuseppe Beretta.
L'église de Notre-Dame de Cibona renfermait une image miraculeuse.
Un autre sanctuaire à Allumiere, le « Monte delle Grazie » (auparavant Monte Roncone) était desservi par la Congrégation observante des frères ermites de l'abbaye de Monte Senario, branche de l'Ordre des Servites de Marie.
Il existait une confrérie dominicaine du Nom de Dieu fondée par Frère Diego de Vitoria, un chrétien espagnol issu du judaïsme, et érigée en confrérie par une bulle pontificale en 1582 à Tolfa.
Saint Crispin de Viterbe, capucin béatifié par le pape Jean-Paul II, vécut au couvent des Capucins de Tolfa, où il était cuisinier.

## Protection environnementale
Les monts de la Tolfa font partie de la zone de protection spéciale (ZPS) du domaine Monti della Tolfa (site IT6030005) qui occupe une superficie d'environ 11 524 ha sur les territoires des municipalités d'Allumiere, Tolfa, Santa Marinella et Civitavecchia.